# Norbert Petri
Norbert Petri (* 24. Februar 1912 in Hermannstadt, Österreich-Ungarn; †  28. Februar 1978 in Brașov) war ein rumänischer Musikwissenschaftler und Komponist.

## Leben
Norbert Petri stammte aus der deutschsprachigen Minderheit der Siebenbürger Sachsen und besuchte Schulen in Alba Iulia, Sighișoara und Bukarest, worauf er zunächst Philologie in Bukarest und Wien studierte. 1937 begann er sein Musikstudium in Bukarest. Von 1942 bis 1944 war er zweiter Dirigent der Philharmonischen Gesellschaft in Brașov, vorübergehend auch Organist, desgleichen am „Kronstädter deutschen Liederkranz“ tätig. In dieser Zeit komponierte er seine ersten Singspiele „Rotkäppchen“, „Ein Bauer muss es sein“ und „Siebenbürgische Bauernhochzeit“.
Von 1944 bis zum Dezember 1949 war er von der Verschleppung von Rumäniendeutschen in die Sowjetunion betroffen. Seine Kompositionen im Straflager zeichnete er mit dem Namen „Norwil“ (sein vollständiger Name war NORbert WILhelm Petri).
Ab 1950 unterrichtete Petri an der Kronstädter Volkskunstschule verschiedene Instrumente, darunter Akkordeon. Er gehörte zu den Gründungsmitgliedern des Kronstädter Musiktheaters, an dem er ab 1954 als Dirigent wirkte. Hier entstanden zahlreiche Operetten, Singspiele, Musicals, Ballette und Opern mit Titeln wie „Ultima oră“, „Cei trei mușchetari“, „Idolul sfărâmat“, „Trandafirii Doftanei“, „Ion cel tare“, „Rodica“ und andere. Für die meisten dieser Werke gibt es auch eine deutsche Textfassung, die aber ungenützt blieb. Petris verfasste auch Werke mit ausschließlich deutschem Text wie zum Beispiel „Therese Krones“, „Lisa räumt auf“ und andere. Petri schuf weiterhin sinfonische Werke, Kammermusik, Instrumentalmusik, Lieder, patriotische Kantaten bis hin zu Massenliedern und Blasmusik.
Petri veröffentlichte seine Forschungsergebnisse über Geschichte des Tanzes und bearbeitete Werke anderer Komponisten wie beispielsweise Werke von Johann Strauß. Für die weltlichen Kantaten von Johann Sebastian Bach schrieb er neue Texte. Petri war bei der Gründung eines Amateurorchesters und des Paul-Richter-Chores maßgeblich beteiligt. Er war Mitglied in der Händel Gesellschaft, Sekretär des Kronstädter Komponistenverbandes, Jurymitglied bei zahlreichen Chorwettbewerben „Cântarea României“, Folkloresammler und Herausgeber mehrerer Chorliedersammlungen.
Am 3. Juli 1968 nahm Petri an der „Beratung beim Zentralkomitee (ZK) der Rumänischen Kommunistischen Partei (RKP) mit Wissenschaftlern und Kulturschaffenden aus den Reihen der deutschen Nationalität“ statt, in deren Folge der Rat der Werktätigen deutscher Nationalität entstand.
1999 wurde Petri zum Ehrenbürger von Brașov ernannt. Sein Nachlass befindet sich in der dortigen Stadtbibliothek. Mit seiner Ehefrau Rosa hatte er zwei Kinder.

## Kompositionen und Veröffentlichungen (Auswahl)
- Cantata eliberării
- Kleiner Liederkreis / Mică suită de lieduri, Verse von Nina Cassian, Anemone Latzina, (1. Uber Tränen - Despre lacrimi. 2. Betäubte Erinnerung - Amintire anesteziată. 3. Idylle - Idilă. 4. Jetzt - Acum... 5. Liebeslied am Donnerstag - Cîntec de dragoste, joia), 10 S., Editura Muzicală, Bukarest, 1975
- Simfonia Nr.1, op.14, 1951
- Trandafirii Doftanei: operă în 3 acte (7 tablouri), mit Daniel Drăgan, Verlag Editura Muzicală, 1964, 194 S.
- Alte siebenbürgisch-sächsische Volkslieder, Regionskomitee für Kultur und Kunst, Regionshaus für Künstler, Volksschaffen, 1967, 126 S.
- 3 nocturne pentru cor mixt, Editura Muzicală, Bukarest, 1973, 12 S.
- Lieder der Heimat (Cântece din patrie), mit Viorel Ardeleanu, Brașov, 1973
- Mädel mit den Brombeeraugen, Partitur für vierstimmigen Männerchor. Frieder Latzina, Karlsruhe 1999